# Кішварда (футбольний клуб)
«Кішварда» (угор. Kisvárda) — професіональний угорський футбольний клуб з однойменного міста.

## Історія
Клуб був заснований 8 листопада 1911 року під назвою «Спортивна асоціація Кішварди», керівником місцевої станції, муніципальним офіцером, членом ради, вчителем початкової школи та помічником мера міста. Керівники міста надали клубу в безплатне користування стадіон, а сільські підприємці підтримували команду матеріально на перших етапах її існування. У 1953 році спільно зі «Спартакусом» побудовано стадіон «Варкерті Спорттелеп». 26 жовтня 1971 року команду реорганізовано.
У сезоні 2003/04 років команда переїхала до Кішвардара, спочатку виступала під назвою ОСЕ-Варда, а потім — СЕ «Варда».
У сезоні 2011/12 років команда стала переможцем групи Тиша третього дивізіону чемпіонату Угорщини (НБ III), але не підвищилася в класі. У сезоні 2012/13 років «городяни» знову стали чемпіонами, цього разу через зміни в регламенті турніру вони змушені були зіграти матч плей-оф з Сегеда 2011. Домашній для «Кішварди» поєдинок завершився нічиєю, але на виїзді команда з Кішварди була сильнішою та здобула путівку до Другого дивізіону угорського чемпіонату.
Після підвищення в класі клуб змінив свою назву та логотип. СЕ «Варда» була замінена на історичну назву ФК «Кішварда», також був змінений і логотип червоно-білого кольору. Проте керівництво вирішило, що ці зміни торкнуться виключно першої команди, а молодіжні, юнацькі та дитячі команди будуть й надалі виступати під старою назвою та старим логотипом.

## Досягнення
- Третій дивізіон чемпіонату Угорщини (Nemzeti Bajnokság III)
  -  Чемпіон (2): 2011/12, 2012/13

## Склад команди
Станом на 30 серпня 2018 року відповідно до Transfermarkt.com
| №  | Поз. | Нац.     | Гравець         |
| -- | ---- | -------- | --------------- |
| 1  | ВР   | Румунія  | Міхай Мінке     |
| 3  | ЗХ   | Сербія   | Радош Протич    |
| 4  | ЗХ   | Угорщина | Габор Январі    |
| 5  | ЗХ   | Україна  | Михайло Ряшко   |
| 6  | ПЗ   | Угорщина | Давід Шоош      |
| 7  | НП   | Бразилія | Сасса           |
| 8  | ПЗ   | Угорщина | Левенте Сьор    |
| 9  | НП   | Угорщина | Золтан Горват   |
| 10 | НП   | Сербія   | Брана Ілич      |
| 11 | ПЗ   | Бразилія | Лукас           |
| 12 | ВР   | Україна  | Андрій Черепко  |
| 14 | ЗХ   | Румунія  | Корнел Ене      |
| 16 | ЗХ   | Україна  | Павло Лук'янчук |
| 17 | НП   | Україна  | Антон Шиндер    |

| №  | Поз. | Нац.     | Гравець          |
| -- | ---- | -------- | ---------------- |
| 18 | ПЗ   | Україна  | Богдан Мельник   |
| 19 | ЗХ   | Угорщина | Барнабаш Варі    |
| 21 | НП   | Угорщина | Андраш Ґостоньї  |
| 23 | НП   | Угорщина | Марк Ковачреті   |
| 25 | ЗХ   | Угорщина | Мартін Ізінґ     |
| 26 | ЗХ   | Греція   | Теодорос Беріос  |
| 28 | ПЗ   | Хорватія | Матія Мішич      |
| 29 | ПЗ   | Сербія   | Вук Мітошевич    |
| 30 | ПЗ   | Україна  | Віктор Гей       |
| 33 | ЗХ   | Україна  | Темур Парцванія  |
| 36 | ЗХ   | Бразилія | Андерсон Піко    |
| 70 | НП   | Україна  | Артем Мілевський |
| 84 | ВР   | Бразилія | Феліпе           |
| 91 | ПЗ   | Україна  | Роман Карасюк    |

## Логотип
Логотип клубу ФК «Кішвара Мастер Гуд» є майже аналогічним мексиканському «Депортіво Гвадалахара».

## Стадіон

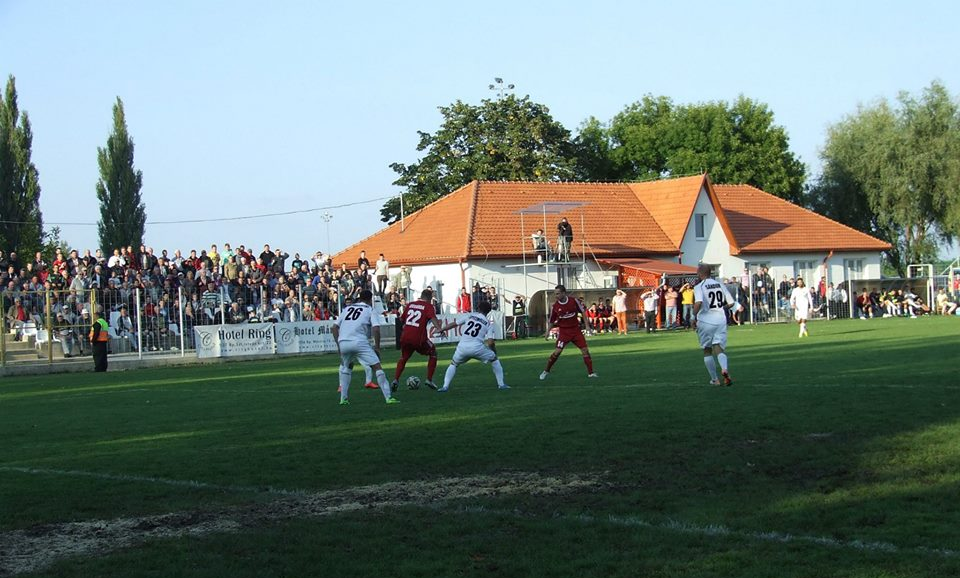
«Варкерті Спорттелеп»

Старий стадіон, «Варкет Спортпалят», розташовувався поряд з ринком на вулиці Анарчі. Він був здатний вмістити 1000 уболівальників.
Теперішній стадіон, «Варкерті Спорттелеп», було побудовано в 1953 році. Він вміщує 2000 уболівальників. 1 квітня 1979 року було встановлено рекорд відвідуваності стадіону, на матч «Кішварда» — «Ньїредьгаза» прийшло подивитися 5000 уболівальників.

## Відомі гравці
- / Золтан Бакша
- Віктор Гей
- Володимир Корутняк
- Богдан Мельник
- Владислав Микуляк
- Роберт Молнар
- Золтан Сільваші
- Юрій Тома
- Радош Протич